# 曼紐埃爾·馬西阿斯·伊·卡薩杜
曼紐埃爾·馬西阿斯·伊·卡薩杜（西班牙語：Manuel Macías y Casado；1845年—1937年），西班牙將軍，他在美西戰爭前出任波多黎各總督和三次出任梅利利亞總督。
他生於西班牙的特鲁埃尔，在17歲時成為少尉，於18歲在古巴成為中尉，在1863年12月他被轉移到聖多明各。他於1864年3月被晉升為上尉並留在聖多明各直到1865年。1865〜1875年4月，他在古巴再次進駐鎮壓古巴獨立戰爭並晉升為中校，然後於1874年3月升為上校。
他於1875年回到西班牙並駐紮在梅利利亞直到1886年，他在1891年6月9日成為了將軍和卡塔赫纳總督，在駐紮瓦倫西亞和梅利利亞之後，於1893年至1894年擔任督軍，並在1894年8月被任命為加那利群島的總指揮官。

## 波多黎各
1898年1月17日，馬西亞斯被任命為波多黎各總督和的總指揮官。
隨著美西戰爭爆發，馬西亞斯宣布戒嚴令，決定抵抗美國軍隊，同時他也准許波多黎各人自治希望確保波多黎各人會保持忠誠西班牙國王，然而，他不得不以少數兵力抵抗美國的入侵。戰敗後，他於1898年10月16日從波多黎各離去回國，後來被任命為布爾戈斯總指揮官，納瓦拉和巴斯克地區第六軍團總司令。
在1937年去世，享年93歲。